# Ван Яньцзюнь
Ван Яньцзюнь (кит.: 王延鈞; піньїнь: Wáng Yánjūn; помер 17 листопада 935) — третій правитель держави Мінь періоду п'яти династій і десяти держав.

## Життєпис
Був сином засновника держави, Ван Шеньчжі. Зайняв трон після повалення та вбивства свого брата Ван Яньханя. Втім формально прийняв титул князя Мінь 13 серпня 928 року, а 933 року проголосив себе імператором.
Наприкінці свого правління Ван Яньцзюнь переніс інсульт, втративши активність, що спричинило пожвавлення різного роду змовників. Зрештою, після смерті імператора трон зайняв його син Ван Цзіпен.